# Mireille Robin
 (novembre 2018).
Si vous disposez d'ouvrages ou d'articles de référence ou si vous connaissez des sites web de qualité traitant du thème abordé ici, merci de compléter l'article en donnant les références utiles à sa vérifiabilité et en les liant à la section « Notes et références ».
Mireille Robin, née le 22 juillet 1947 à Louvigné-du-Désert (France), est une traductrice française, spécialiste du Serbo-croate et Chevalier des Arts et des Lettres.

## Biographie
Après son baccalauréat, elle part vivre en Yougoslavie. Elle s'installe à Novi Sad (Yougoslavie, Voïvodine) durant 7 ans. Elle a été l'épouse de l'auteur et poète Rade Tomić (sr).

## Décorations et distinctions
- 1993 : Prix de la Fondation Đuro Daničić, attribué par l'Union des traducteurs yougoslaves, pour la traduction d'Une angoisse pliante de Voja Čolanović (sr).
- 2003 : Prix Halpérine-Kaminsky, pour la traduction de La Toison d'or de Borislav Pekić.
- 2010 : insigne de Chevalier des Arts et des Lettres, pour l'ensemble de son œuvre.